# Ферретти, Рикардо
Рикардо Ферретти де Оливейра (порт.-браз. Ricardo Ferretti de Oliveira; род. 22 февраля 1954, Рио-де-Жанейро) — бразильский футболист, полузащитник, известный по выступлениям за «УНАМ Пумас» и «Толука». В 1991 году начал карьеру тренера.

## Клубная карьера
Рикардо начал карьеру на родине, выступая за клубы «Ботафого», «ССА Масейо», «Васко да Гама» и «Бонсусессо». В 1997 году он переехал в Мексику, где стал футболистом клуба «Атлас». Отыграв сезон Ферретти покинул клуб из Гвадалахары и перешёл в «УНАМ Пумас». С новой командой он достиг больших успехов, дважды выиграв мексиканскую Примеру и Лигу чемпионов КОНКАКАФ, а также завоевав Межамериканский кубок. В составе «пум» Рикардо провёл 293 матча и забил 120 голов во всех турнирах, он является вторым бомбардиром в истории клуба после своего соотечественника Кабиньо. В 1985 году Ферретти покинул УНАМ и без особого успеха выступал за «Депортиво Неса» и «Монтеррей». В 1988 году Рикардо перешёл в «Толуку». В новой команде он реанимировал карьеру. Ферретти помог «Толуке» завоевать Кубок Мексики и провёл за неё более ста матчей. В 1990 году Рикардо вернулся в «УНАМ Пумас», где и завершил карьеру по окончании сезона.

## Тренерская карьера
В 1991 году сразу после окончания карьеры игрока Ферретти возглавил «УНАМ Пумас». Он тренировал «пум» на протяжении пяти сезонов. В 1996 году Рикардо стал тренером «Гвадалахары». С новой командой он смог выиграть летний чемпионат 1997 года. После ухода из «Гвадалахары» Ферретти на протяжении трёх сезонов возглавлял «УАНЛ Тигрес». В 2003 году он возглавил «Толуку», которую в том же году привёл к победе в Лиге чемпионов КОНКАКАФ. В 2005 и 2006 годах Рикардо тренировал «Тигрес» и «Монаркас Морелия».
В 2006 году он во второй раз возглавил свой бывший клуб «УНАМ Пумас». В 2009 году Рикардо сделал «пум» чемпионами Мексики. В 2010 году Ферретти вновь стал главным тренером «УАНЛ Тигрес». В 2011 году он выиграл чемпионат, а в 2015 году вывел команду в финал Кубка Либертадорес. В том же году Рикардо во второй раз сделал «тигров» чемпионами страны.
В 2015 году Ферретти был назначен исполняющим обязанности главного тренера сборной Мексики. В августе 2018 снова занял эту должность.

## Достижения
Командные
 УНАМ Пумас
- Чемпионат Мексики — 1980/81
- Чемпионат Мексики — 1990/91
- Обладатель Межамериканского кубка — 1980
- Обладатель Кубка чемпионов КОНКАКАФ — 1980
- Обладатель Кубка чемпионов КОНКАКАФ — 1982

 «Толука»
- Обладатель Кубка Мексики — 1988/89

Тренерские
 «Гвадалахара»
- Чемпионат Мексики — Лето 1997

 «Толука»
- Обладатель Кубка чемпионов КОНКАКАФ — 2003

 УНАМ Пумас
- Чемпионат Мексики — Клаусура 2009

 УАНЛ Тигрес
- Чемпионат Мексики — Апертура 2011
- Чемпионат Мексики — Апертура 2015
- Финалист Кубка Либертадорес — 2015
- Обладатель Кубка Мексики — Клаусура 2014
- Победитель Интерлиги — 2006
- Победитель Лиги чемпионов КОНКАКАФ — 2020